# Ceratosolen pygmaeus
Ceratosolen pygmaeus är en stekelart som beskrevs av Grandi 1927. Ceratosolen pygmaeus ingår i släktet Ceratosolen och familjen fikonsteklar. Inga underarter finns listade i Catalogue of Life.